# Pirottaea nigrostriata
Pirottaea nigrostriata är en svampart som beskrevs av Graddon 1967. Enligt Catalogue of Life ingår Pirottaea nigrostriata i släktet Pirottaea, ordningen disksvampar, klassen Leotiomycetes, divisionen sporsäcksvampar och riket svampar, men enligt Dyntaxa är tillhörigheten istället släktet Pirottaea, familjen Dermateaceae, ordningen disksvampar, klassen Leotiomycetes, divisionen sporsäcksvampar och riket svampar. Arten är reproducerande i Sverige. Inga underarter finns listade i Catalogue of Life.